# Tettigonia longispina
Tettigonia longispina är en insektsart som beskrevs av Sigfrid Ingrisch 1983. Tettigonia longispina ingår i släktet Tettigonia och familjen vårtbitare. Inga underarter finns listade i Catalogue of Life.